# Ursula Cavalcanti
Ursula Cavalcanti, nom artístic de Patrizia Grazzini (Fiesole, 29 de novembre de 1965 – Florència, 22 de setembre de 2005) va ser una actriu porno italiana.

## Biografia
Ursula Cavalcanti va alternar l'activitat com a actriu pornogràfica amb la del gerent de l'empresa de treballs de metall del seu marit Giovanni, amb qui es va casar el 1989.
Va començar la seva carrera a clubs privats i successivament esdevingué stripper. Després del seu debut el 1997 a la pel·lícula Le due anime di Ursula de Marzio Tangeri, va conèixer al director Silvio Bandinelli amb qui va fer Mamma, Cuba, Macbeth, Grazie zia, Anni di piombo (una de les primeres pel·lícules porno italianes de la que els afeccionats van poder seguir el backstage via web) i Festival, que va causar un gran enrenou per l'ambientació al Festival de Sanremo. Sempre amb Bandinelli fou protagonista de Grazie zia; tanmateix, segons Gaetano Cappelli, la pel·lícula va quedar menys cool que la comèdia eròtica del mateix nom, que en canvi va protagonitzar Lisa Gastoni. Posteriorment va treballar per a altres directors porno importants, com Mario Salieri, Jenny Forte i Steve Morelli.
L'agost de 2005 se li va diagnosticar un tumor al pulmó i el 22 de setembre, després de la primera sessió de quimioteràpia, va entrar en coma. La mort va arribar poques hores després.

## Filmografia

### Actriu
- Le due anime di Ursula, dirigida per Marzio Tangeri
- Mamma, dirigida per Silvio Bandinelli
- Anni di piombo, dirigida per Silvio Bandinelli
- Macbeth, dirigida per Silvio Bandinelli
- Storie di ordinaria follia, dirigida per Marco Trevi
- Ursula e le collegiali, dirigida per Jenny Forte
- Ursula e le forze armate, dirigida per Ursula Cavalcanti
- Tutto in una notte, dirigida per Jenny Forte
- Sesso pericoloso, dirigida per Steve Morelli
- Il re di Napoli, dirigida per Max Bellocchio
- Puttane si nasce, dirigida per Jenny Forte
- La Polizia ringrazia, dirigida per Silvio Bandinelli
- Pericolosamente sola, dirigida per Steve Morelli
- Nosferatu, dirigida per Jenny Forte
- Nemiche ... amiche, dirigida per Steve Morelli
- Grazie zia, dirigida per Silvio Bandinelli
- Gioventù bruciata, dirigida per Silvio Bandinelli
- Festival!, dirigida per Silvio Bandinelli
- Fiche d'Italia
- Affari di sorelle, dirigida per Michael Bernini
- Io Ursula Cavalcanti, dirigida per Mario Salieri
- Ursula e La terza età, dirigida per Mario Salieri
- Cosce chiuse spalancate, dirigida per Steve Morelli

### Directora
- Confessions intimes d'une prostituée (2001)
- Vita da squillo, come Giò Cavalcanti (2005)